# Yevgueni Petrosián
Yevgueni Vagánovich Petrosián (en ruso: Евге́ний Вага́нович Петрося́н) (16 de septiembre de 1945, Bakú, RSS de Azerbaiyán, Unión Soviética) es un comediante soviético de ascendencia armenia y judía. Petrosyán era el presentador de un espectáculo de variedades llamado Crooked Mirror.